# Фольках
Фольках (нім. Volkach) — місто в Німеччині, розташоване в землі Баварія. Підпорядковується адміністративному округу Нижня Франконія. Входить до складу району Кітцинген. Центр об'єднання громад Фольках.
Площа — 60,19 км2. Населення становить 8796 ос. (станом на 31 грудня 2020).